# Palacio de Moratalla
El palacio de Moratalla, también conocido coloquialmente como el «Versalles cordobés», se encuentra ubicado en el municipio de Hornachuelos, en la provincia de Córdoba, comunidad autónoma de Andalucía. Aunque sus orígenes se remontan a una fortaleza medieval del siglo XII, el complejo fue creciendo hasta convertirse en un gran palacio cuyos jardines fueron diseñados por el arquitecto francés Jean-Claude Nicolas Forestier en 1914. Fue declarado bien de interés cultural en 1983 en la categoría de Jardín Histórico-Artístico. En diciembre de 2022 fue adquirido por el grupo empresarial Magtel.

## Historia

### Castillo medieval
El lugar ya se encontraba habitado desde época romana, debido a su posición estratégica en la unión de los ríos Bembézar y Guadalquivir. En sus alrededores pueden observarse algunos yacimientos arqueológicos como la Umbría de Moratalla o los Llanos del Roldán, donde se descubrieron algunos mosaicos romanos, actualmente visitables en el palacio de Viana. No obstante, su etimología es árabe, ya que procede del vocablo Murad, tal y como lo describe el historiador al-Idrisi en el siglo XII como parte del camino norte del río Guadalquivir hacia Sevilla. Posteriormente, el historiador Ramírez de las Casas Deza encuentra varias menciones a «Moratiella», «Morata» y «Moratilla» tras la conquista cristiana en 1240 por Fernando III de Castilla, describiéndolo como una población con iglesia que llegó al título de villa. Según Tomás Márquez de Castro, el castillo de Moratalla fue propiedad de Gondruenda Ruiz de León tres décadas tras la conquista, siendo entre 1492 y 1504 propiedad de Luis Venegas de Figueroa. Los señores de Belmonte adquirieron el castillo y fue ampliándose hasta conformar un pequeño núcleo rural. El monarca Carlos II lo vendió en 1681 a Francisco Luis Fernández de Córdoba, con el que nació el marquesado de Moratalla. Posteriormente pasaría hasta finales del siglo XIX a la familia Cabrera, cuyo escudo aparece en la portada principal.

### Palacio de Moratalla

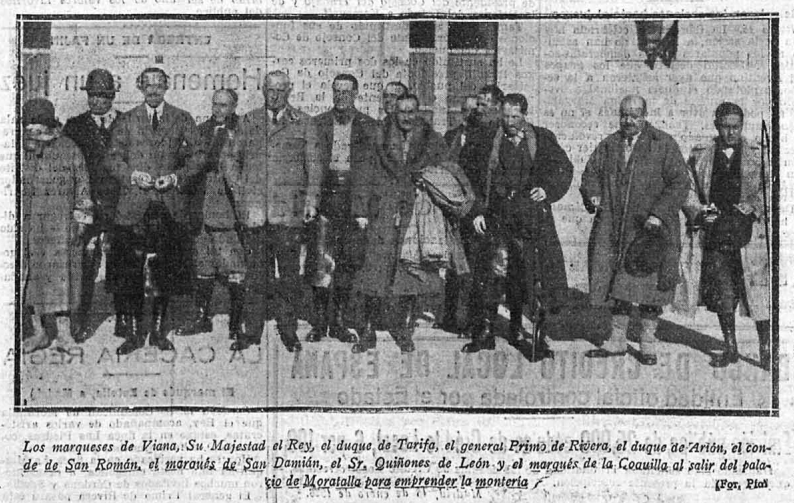
Los marqueses de Viana, el rey Alfonso XIII, el duque de Tarifa, el general Primo de Rivera, el duque de Arión, el conde de San Román, el marqués de San Damián, Quiñones y el marqués de la Coquilla al salir del palacio de Moratalla para emprender una montería (El Imparcial, 19 de enero de 1921)

En 1850 su propietario, el marqués de Villaseca, proyectó un primer jardín frente al palacio. A principios del siglo XX tanto el palacio como el jardín fueron ampliados por el II marqués de Viana, José de Saavedra y Salamanca, perdiendo su carácter rural. El diseño del espacio ajardinado con fuentes, canales y esculturas fue proyectado por el arquitecto francés Jean-Claude Nicolas Forestier en 1914, quien también realizó el parque María Luisa de Sevilla para la Exposición Iberoamericana de 1929.

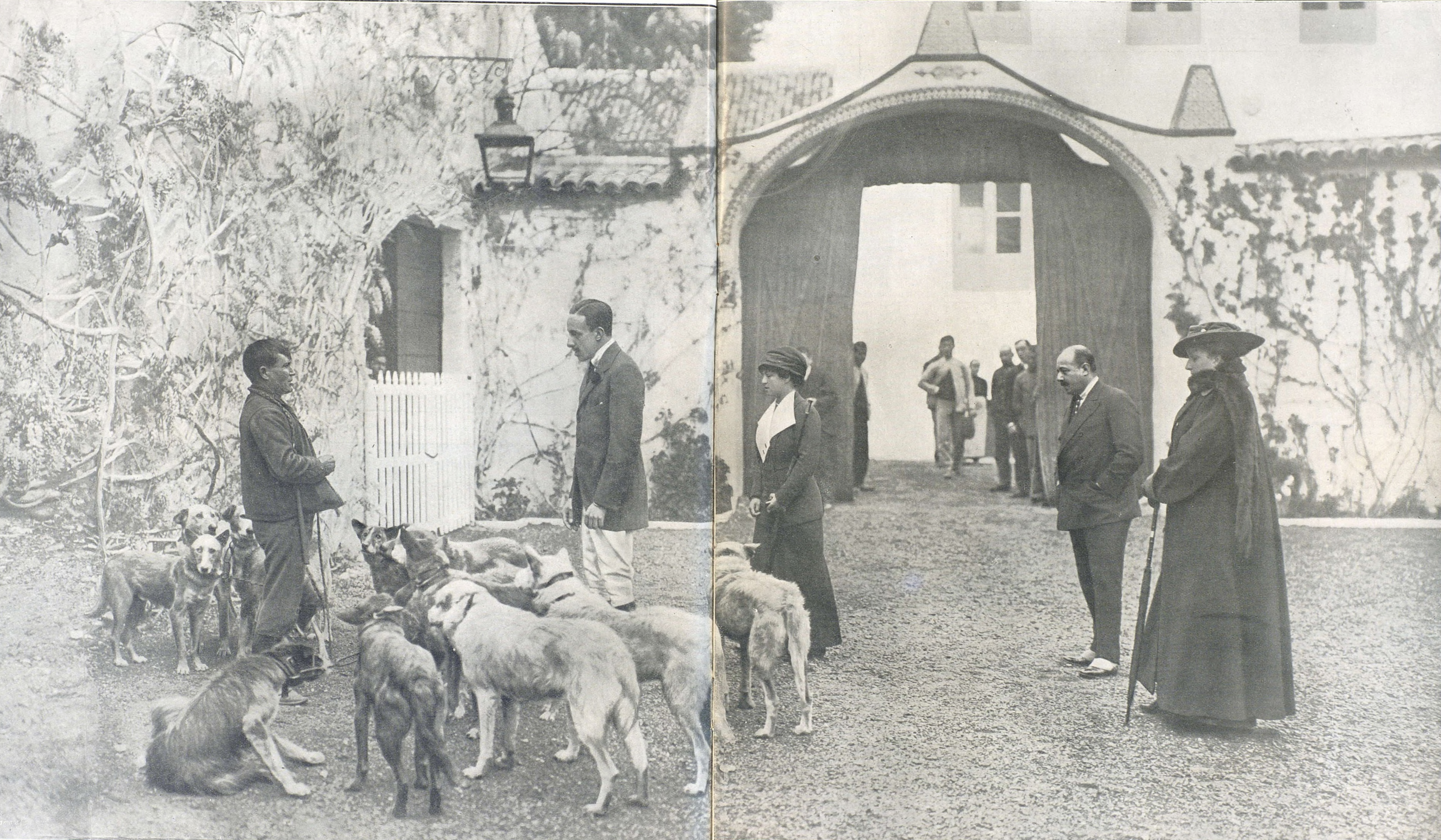
Alfonso XIII en uno de los patios del palacio (La Esfera, 1914)

Entre 1908 y 1930 se hallan documentadas más de trece visitas reales del monarca Alfonso XIII al palacio debido a su amistad con el II marqués de Viana, donde pernoctó, jugó al polo y fue de caza con el noble. El 12 de diciembre de 1927 se celebró en el palacio la boda entre el III marqués de Viana, Fausto de Saavedra, y Sofía Amelia de Lancaster. También ha sido visitado por el dictador Francisco Franco y el rey Juan Carlos I.

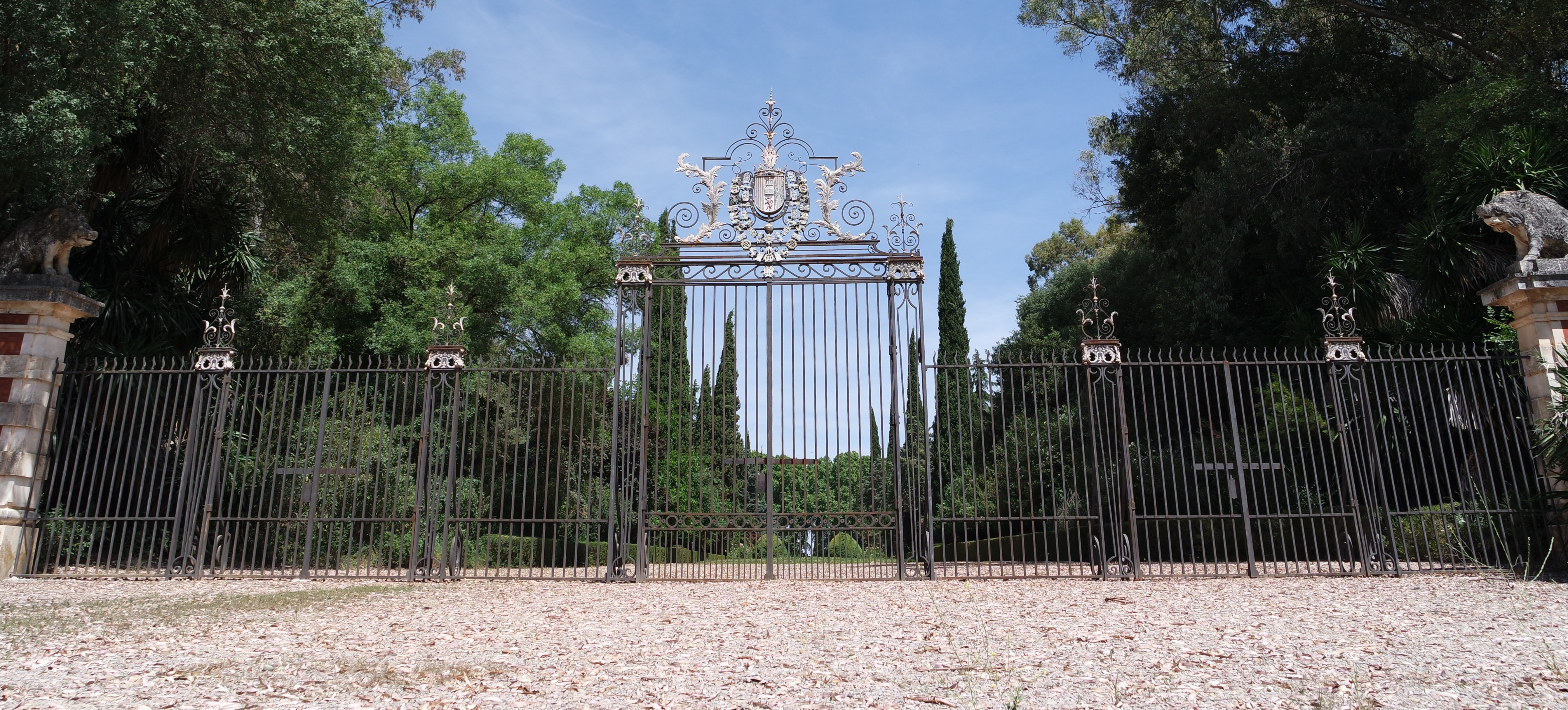
Entrada al complejo con el emblema de la familia Cabrera

El 1 de julio de 1983 fue declarado bien de interés cultural en la categoría de Jardín Histórico-Artístico. A finales del siglo XX la propiedad fue adquirida por Ignacio Medina y Fernández de Córdoba, XIX duque de Segorbe, quien intentó convertirlo en hotel sin éxito debido a la crisis económica de 2008. El 21 de agosto de 2012 fue ocupado por doscientas personas en un acto simbólico por el Sindicato Andaluz de Trabajadores, dirigido por Juan Manuel Sánchez Gordillo, quienes reclamaban la titularidad pública del espacio y el pago a los trabajadores. El Ministerio del Interior acusó al aristócrata de haber actuado de manera permisiva con los asaltantes. En octubre de 2017 la empresa Palacio de Moratalla S.L. entró en concurso de acreedores y el edificio pasó a manos del Banco Popular y el Banco Santander, quienes acometieron unas obras de mejora por 11 000 euros y lo pusieron a la venta a finales de 2019.
En diciembre de 2022 el palacio fue adquirido por el grupo empresarial Magtel, que tiene la intención de convertirlo en un hotel de cinco estrellas.